# 青海
青海（せいかい、Qinghai、チベット語: མཚོ་སྔོན་, ラテン文字転写: mTsho-sngon、モンゴル語: Хөхнуур、ᠬᠥᠬᠡᠨᠠᠭᠤᠷ　転写:Kökenaγur、満洲語: ᡥᡠᡥᡠ
ᠨᠣᠣᠷ　転写: huhu noor）は、清朝の雍正帝がグシ・ハン一族を屈服させたのち、チベットの東北部に成立させた地域的枠組み。チベット高原の中央部に分布する遊牧民の居住地域が、1724年 - 1732年に行われた雍正のチベット分割により南北に分割されることによって成立。
アムド地方の西部・中央部とカム地方の北部から成る。清朝時代は藩部に区分され、理藩院の管轄を受けた（のちに、中華民国の国民政府の時代、河西回廊の一部とあわせて青海省が設けられた）。中華民国以降の青海地方については青海省 (中華民国)、青海省等を参照。

## 地理
河西回廊の西南部、四川地方の西部に位置する。チベット人の地理区分では、アムド地方の中央部から西北部を占める。モンゴル人は、この地のモンゴル人をデートモンゴル（高地モンゴル）と呼ぶ。

## 歴史

### 前史
オイラト部族連合の盟主でホショト部の部族長であったトゥルバイフ（グシ・ハン）は1637年 - 1642年にかけてツァントェ王、ペリ王、チョクト・ホンタイジ等チベット各地の有力諸侯を攻滅ぼすと、ヤルンツァンポ河流域をダライ・ラマ領としてダライ・ラマ5世に寄進し、チベット東北部の青海草原に自分たちの皇子たちと靡下のオイラト（青海ホショト）兵たちを配置、その他の各地（代官を派遣して統治する直轄地や諸侯に対する支配権）を自身の皇子たちに分配した。

### 「雍正のチベット侵攻・分割」
1723年 - 1724年に雍正帝は青海草原に侵攻してグシ・ハン一族を屈服させ、チベット各地の、代官を派遣して統治していた直轄地や諸侯たちに対する支配権をすべて剥奪、グシ・ハンの末裔たちは、青海草原とそこに暮らすオイラト系遊牧民を30旗で分け合い、領有する小規模領主に転落した。
雍正帝は、グシ・ハン一族に所属していた直轄地や諸侯たちを、1724年から1732年にかけて、「ダライ・ラマに賞給するもの」と清朝の手で所領を安堵するものたちに大別、チベットは、ダライ・ラマの「香火田地」たる「西蔵」、青海の2地方と、隣接する中国の各省（甘粛、四川、雲南）に分属させられる各地とに大別されることとなった。

## 青海という地域的枠組みの成立
チベット高原の中央部には、七十九族と総称されるチベット系・モンゴル系の遊牧民集団が居住していた。　この集団は、1732年、タンラ山脈を境界として南北に分割されることとなり、北方の「四十族」は西寧の、南方の「三十九族」は西蔵に所属することとなった。　
ここに、グシ・ハン一族が領有する青海草原と、その南に隣接して「四十族」が居住・分布するカム地方北部（チベット系遊牧民の領主ナンチェン王（ནང་ཆེན་རྒྱལ་པོ།）の所領）をまとめて「青海」という地域的枠組みが設定されることとなった。
清朝時代の青海地方は、藩部と位置づけられ、甘粛の西寧に駐箚する西寧弁事大臣を通じ、理藩院の管轄を受けた。

## 年表
- 1723年 - 1724年：清朝の青海出兵（いわゆる「ロブサンダンジンの乱」）。
- 1724年 - 1732年：雍正のチベット分割。従来、グシ・ハン一族に従属していたチベット系・モンゴル系の諸侯をダライ・ラマ領に組み込むもの、清朝の支配下に組み込むものに二分、清朝の支配下にはいるものは、さらに理藩院の管轄下に置かれるもの（青海内の諸侯）と、兵部の管轄におかれるもの（この分割の際に甘粛、四川、雲南などに分属させられたもの → 土司）とに大別された。
- 1732年：チベット高原の中央部に分布していた七十九族がタンラ山脈を境界として、玉樹四十族と西蔵の三十九族に分割される。西蔵と青海の境界が定まる。
- 1912年：中華民国のもとで青海特別地区。
- 1928年：青海省発足。

## 青海地方の諸集団
- 青海蒙古三十旗：グシ・ハン一族と、靡下のオイラト系モンゴル人。
- 玉樹四十族：旧七十族のうち、タンラ山脈の北側に分布するチベット系・モンゴル系の遊牧民集団。ナンチェン王に従属し、さらに個別に清朝から衛所の称号を受けた。